# كارل هاك
كارل هاك (بالإنجليزية: Karl Hack)‏ هو مؤرخ بريطاني، ولد في 19 يوليو 1966 في شانغي ‏ في سنغافورة.